# نوی‌گراد، ایالت ایستریا
نُوی‌گراد (به کرواتی: Novigrad, Istria County) شهری در ایستریا کشور Croatia است که جمعیت آن در سال ۲۰۱۱ میلادی ۳٬۹۵۰ نفر بوده‌است.